# Грашис, Альгирдас
А́льгирдас Граши́с (лит. Algirdas Grašys; сценический псевдоним Bračas; 2 августа 1934 — 7 марта 2014) — советский и литовский театральный актёр, заслуженный артист Литовской ССР.

## Биография
Альгирдас Грашис родился 23 марта 1934 года в деревне Грашяй Таурагнайской волости (сейчас Утенский район, Литва). В 1957 году закончил актёрский факультет Литовской государственной консерватории. В 1956—1959 годах играл в труппе Капсукского драматического театра (сейчас Мариямпольский драматический театр). В 1959—1960 годах работал в Государственном русском драматическом театре Литовской ССР.
В 1960—1965 годах преподавал в Вильнюсском культурно-просветительном техникуме. В 1965—1994 годах работал актёром Молодёжного театра Литвы. За актёрскую карьеру сыграл около 70 ролей.
Гастролировал с ансамблем «Armonika» и другими коллективами.
Умер 7 марта 2014 года в Вильнюсе. Похоронен на Антакальнисском кладбище Вильнюса.

## Награды
- Заслуженный артист Литовской ССР (1983).

## Работы в театре
- 1967 — «Жанна» («Жаворонок», Ж. Ануй) — Бодрикур
- 1968 — «Я догоняю лето» (В. Пальчинскайте) — Настуртас
- 1969 — «Проделки Скапена» (Мольер) — Сильвестр
- 1971 — «Пеппи Длинныйчулок» (Астрид Линдгрен) — разбойник Чарльз
- «Ясонас» (С. Шальтянис) — толстый человек из Ваясишкиса
- «Чайка» (А. П. Чехов) — Дорн
- 1981 — «Пиросмани, Пиросмани» (В. Коростылев) — князь кладбища
- 1981 — «Фотофиниш» (П. Устинов) — Реджинальд
- 1983 — «И дольше века длится день» (Чингиз Айтматов) — Тансыкбаев

## Фильмография
- 1974 — Садуто туто (лит. Sadūto tūto) — каменотёс на кладбище
- 1977 — Мгновение правды (лит. Akimirka teisybės) — эпизод
- 1978 — Не буду гангстером, дорогая (лит. Nebūsiu gangsteriu, brangioji) — актёр театра
- 1981 — Свадьба (лит. Vestuvės) — Ревунов, капитан 2-го ранга в отставке
- 1981 — Сильное чувство (лит. Stiprus jausmas)
- 1982 — Барбора Радвилайте (лит. Barbora Radvilaitė) — эпизод
- 1986 — И дольше века длится день (лит. Ilga kaip šimtmečio diena) — Тансыкбаев
- 1986 — Пиросмани, Пиросмани… — князь кладбища